# Aïda Mbaye
Aida Mbaye là một chính trị gia người Sénégal.
Cùng với Arame Diène và Ramatoulaye Seck, Mbaye được bầu vào Quốc hội năm 1983; cả ba người phụ nữ đều được biết đến với khả năng chính trị của họ mặc dù thiếu giáo dục chính thức. Là người gốc Saint-Louis, cô là thành viên của Đảng Xã hội Sénégal, và từng là một quan chức cho liên minh khu vực Tambacounda tại thời điểm đề cử và bầu cử.